# Баран Юрій Миколайович
Ю́рій Микола́йович Баран (1968-2014) — майор Збройних сил України, учасник російсько-української війни.

## Життєпис
Народився 1968 року в селі Добрин Ізяславського району. 1985 закінчив івано-франківську ЗОШ № 12. 1989 року закінчив Хмельницьке вище артилерійське командне училище. Служив в Івано-Франківську, Чернівцях, Делятині, Тячеві, Велико-Березному. 2005 року вийшов на пенсію.
З початком війни військовий пенсіонер Юрій Баран записався добровольцем. З травня 2014-го — начальник штабу, 5-й територіальний батальйон оборони «Прикарпаття».
Вбитий вдень під час обстрілу снайпером під Амвросіївкою — при перевірці блокпоста. Майор не мав на собі ні бронежилета, ані шолома.
Вдома лишилися батьки (в Івано-Франківську), дружина Марія та двоє дітей — син Володимир 1998 р.н. та донька Анастасія 2006 р.н. (в Делятині).

## Нагороди
За особисту мужність і героїзм, виявлені у захисті державного суверенітету та територіальної цілісності України, вірність військовій присязі під час російсько-української війни
- нагороджений орденом Богдана Хмельницького III ступеня (26.2.2015, посмертно).

## Почесні звання
- 25 квітня 2019 року йому присвоєно звання «Почесний громадянин міста Івано-Франківська» (посмертно).

## Вшанування пам'яті

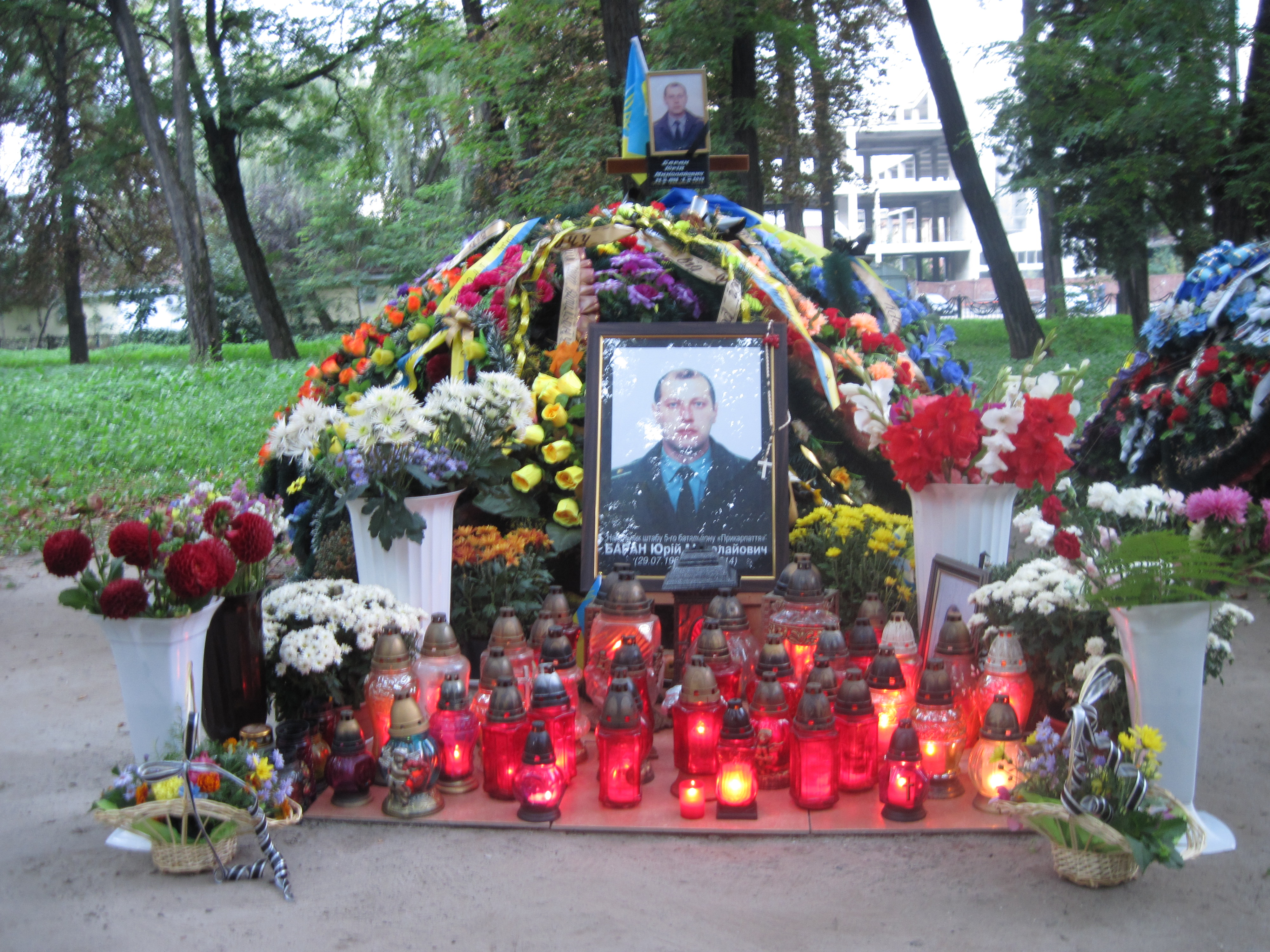
Могила Юрія Барана

- 3 листопада 2014 року в Делятині на території військового містечка відкрили меморіальну дошку на честь майора Юрія Барана.
- 23 лютого 2015 року в Івано-Франківську на фасаді його гро рідної школи № 12 відкрили анотаційну дошку Юрію Барану.[1].